# Far Cry 2
Far Cry 2 је пуцачина из првог лица из 2008. године коју је развио Ubisoft Montreal, а објавио Ubisoft за Microsoft Windows, PlayStation 3 и Xbox 360. Верзију пуцачине из птичјег погледа за мобилне телефоне развио је и објавио Gameloft. То је други главни део серијала Far Cry. Смештена у измишљеној афричкој земљи захваћеној грађанским ратом, радња прати плаћеника који је задужен да убије Шакала, трговца оружјем који распламсава сукоб. Играч се креће кроз отворени свет, завршавајући мисије за фракције и савезнике, док управља здрављем и опремом. Такмичарски режим за више играча омогућава играчима да се боре у тимовима или као појединачни играчи.
Продукција је трајала три и по године, а рад на концепту је почео током продукције игре Far Cry Instincts (2005). Редитељ Клинт Хокинг је осмислио окружење и дизајн, које је желео да буду реалистичније од оригиналног Far Cry (2004). Наратив и тон, инспирисани новелом Џозефа Конрада „Срце таме“ и романом Дашијела Хамета „Црвена жетва“, фокусирали су се на то докле су људи спремни да иду да би преживели у страшним околностима. Игра је направљена коришћењем Dunia-е, гејм енџина који је креирао Ubisoft на основу CryEngine-а из оригиналне игре. У потрази за реализмом, програмери су додали елементе реалног времена и реактивне елементе за непријатеље и окружење. Музика, коју је компоновао Марк Канхам, укључује вокале сенегалске певачице Баабе Маал.
Far Cry 2 је добио позитивне критике, са похвалама за окружење, отворени начин играња, пријатеље, дизајн света и визуелни приказ; међутим, његов сценарио, вештачка интелигенција и технички проблеми добили су негативну пажњу. Добио је више номинација за награде. До јануара 2009. године, игра је продата у скоро три милиона примерака широм света. Far Cry 2 је наставио да привлачи пажњу због своје амбиције и механике преживљавања. Тим је користио повратне информације  да би развио Far Cry 3 (2012).

## Прича
У јеку побуне против старе владе неименоване источноафричке нације, бесни грађански рат између две политичке фракције побуњеничких снага, Уједињеног фронта за ослобођење и рад (УФЛЛ) и Алијансе народног отпора (АПР). Иако сваки тврди да представља народ, они су подједнако брутални и експлоататорски према цивилном становништву. Ситуацију погоршава Шакал, трговац оружјем који дистрибуира ефикасно оружје по ниској цени обема странама кршећи Заједнички потписнички оквир осмишљен да заустави ескалацију сукоба. Протагониста је један из тима плаћеника који је послат у земљу да убије Шакала.
Плаћеник стиже у локални град, само да би подлегао маларијској грозници. Шакал га суочава са својим претпостављеним неуспехом, али га не убија, остављајући плаћеника да буде онеспособљен током заседе на град. Плаћеника спасавају чланови једне од фракција, а на крају иде на мисије за обе стране у нади да ће сустићи Шакала. Такође упознаје Рубена Олувагембија, новинара који извештава о сукобу, и након што му је помогао добија приступ леку против маларије преко мреже Подземље, која ради на спасавању цивилног становништва од активности УФЛЛ-а и АПР-а. Током једне мисије убиства вође једне стране, послодавац плаћеника га издаје и умало убије, да би му Шакал помогао да побегне. Интеракције са Шакалом, заједно са тракама интервјуа које се могу наћи у игри, откривају његово разочарање сукобом.
Шакал се на крају суочава са плаћеником, предлажући да раде заједно на спасавању цивила, а плаћеник добија задатак да убије вође УФЛЛ и АПР. Након што је убио вође, плаћеник се састаје са Шакалом, који открива да фракције још увек лове цивиле да би их убили или заробили у земљи. Намерава да подмити граничаре да пропусте цивиле, користећи експлозив како би спречио потеру војника. Плаћенику је дат избор да детонира експлозив по цену свог живота или да подмити чуваре и потом изврши самоубиство, а Шакал преузима други посао. Дијалог након кредита открива да земља пада у анархију упркос покушајима мировних преговора, Рубенову причу игнорише штампа и он почиње да је објављује на свом блогу, Подземље је хваљено због акције спасавања цивила, а Шакалово тело никада није пронађено.

## Гејмплеј
Far Cry 2 је пуцачина из првог лица у којој играчи преузимају контролу над плаћеником у неименованој измишљеној источноафричкој држави усред грађанског рата. Лик за игру се бира из групе од девет доступних плаћеника; преосталих осам и неки други ликови плаћеника који се не могу играти дистрибуирају се по свету када игра почне. Окружење покрива различите терене, од пустиње преко саване до џунгле. Плаћеник има приступ избору од тридесет комада ватреног оружја укључујући пиштоље, јуришне пушке, ракетне бацаче, снајперске пушке и минобацаче. Такође може да користи мачету. Многе мисије у Far Cry 2 укључују јуриш или инфилтрирање у логоре, од којих многи садрже залихе. Плаћеник може усвојити фронтални напад, или приступити и извршити своју мисију користећи стелт, поред тога што у оквиру ових приступа постоји низ различитих опција за завршетак мисије.
Плаћеник може да се креће по свету пешке, да путује између сигурних зона користећи аутобуске руте и да користи возила за путовање укључујући џипове и квадбицикле, чамце за реке и змајаре. Навигација се помаже коришћењем мапе и ручног ГПС-а, поред других уређаја као што је локатор за кеш крви дијаманата валуте у игри. Ако је возило оштећено током борбе, мора се поправити. Изван сигурних зона, плаћеник ће бити нападнут када је у домету било које непријатељске групе. Значајан елемент отвореног света је реалистична физика и утицаји на животну средину, као што су ватра која се шири кроз подручје ако је осветљена и прашне олује које узрокују смањену видљивост. Непријатељи су такође дизајнирани да реагују и прилагођавају се на основу тактике плаћеника и њихове тренутне репутације. У игри се може срести неколико врста животиња, које су у стању да одвуку пажњу непријатељу, као и да га учине свесним присуства играча. Опрема и оружје се могу купити само помоћу дијаманата, иначе их је потребно извући из околине и победити непријатеље. Коришћено оружје ће се временом деградирати, на крају ће се накратко заглавити и мораће да се поправи да би поново радило, или трајно и мора да се одбаци.

## Пријем
Верзија за Windows била је најпродаванија игра у Северној Америци током прве недеље. Верзија за 360 била је четврта, док је верзија за PS3 била пета. Према извештају NPD Group, Far Cry 2 је био петнаеста најпродаванија Windows игра током новембра 2008. године. До 12. новембра, игра је продата у милион примерака широм света на свим платформама. Продаја је порасла на 2,9 милиона до следећег јануара. Far Cry 2 је добио генерално позитивне критике од новинара који се баве играма. На веб-сајту за агрегатор рецензија Metacritic, Windows и конзолна верзија добиле су оцену од 85 поена од 100; оцена је заснована на 34 рецензије за Windows, 49 за PS3 и 75 за 360.
Тијери Гујен из 1Up.com-а је рекао да се игра квалификовала као једна од најбољих пуцачина 2008. године упркос многим малим проблемима са балансом играња, а часопис Edge је уживао у игрању и похвалио је усклађеност завршетка са општом темом. Кристијан Донлан из Eurogamer-а назвао ју је „игром која је рођена да се бори сама са собом“, напомињући неколико елемената који су се сукобили са њеном естетском и пријатном структуром играња. Мет Милер из Game Informer-а сматра да је основна борба у игри прилично слаба, али је иначе похвалио њен дизајн и слободу играча, наводећи емоционалну везу која се развила са пријатељима у игрици као врхунац. Шон Макинис из GameSpot-а је био позитиван у погледу количине садржаја и слободе која се нуди играчима када приступају различитим мисијама.

## Наслеђе
Убисофт Монтреал је наставио као главни програмер за серију, започевши производњу наставка под називом Far Cry 3, који је објављен 2012. Овај наставак би се вратио на тропско окружење прве игре, било одбацивање или полирање елемената игре који су имали помешану реакцију Far Cry 2 док побољшавате језгро игре. Шакал је, упркос његовој мешаној репутацији међу фановима серијала, био почетак тренда да водећи харизматични антагонисти заузимају истакнуту улогу у причи и маркетингу. Far Cry 2 је било прво велико издање које је користило Убисофтову коначно уобичајену филозофију дизајна одрживих франшиза са великим отвореним световима на хардверу за игре следеће генерације. Ова формула ће бити прихваћена у каснијим Far Cry играма, Assassin's Creed франшизи и некретнинама заснованим на раду Тома Кленсија.